# درخت لاتیفولیا
درخت لاتیفولیا (نام علمی: Terminalia latifolia) نام یک گونه از سرده ارجون است.